# Jagapati
Jagapati is een bestuurslaag in het regentschap Badung van de provincie Bali, Indonesië. Jagapati telt 3655 inwoners (volkstelling 2010).